# 鍾玲玲 (作家)
鍾玲玲（1948年—），香港女作家。

## 生平
祖籍浙江嘉兴，生于湖南衡阳，後移居香港。青年時曾積極參與保釣運動，也是《素葉文學》雜誌早期的主要作者之一。前夫是曾任拔萃男書院校長的張灼祥。

## 著作
小說
- 《愛人》
- 《愛蓮說》
- 《玫瑰念珠》
- 《玫瑰念珠／2018》（該書版權頁註明：「此書本無名，書名為方便指涉所加」）

詩、散文合集
- 《我的燦爛》

散文
- 《我不燦爛》
- 《解咒的人》（獲第一屆香港中文文學雙年獎散文獎）
- 《生而為人》（此書隨文學雜誌《字花》第五十期附送）

與他人合著
- 《雲雀與夜鶯》（小說及散文合集，與鍾曉陽合著）

##### 剪報集
- 《浮生不斷記》（鍾氏於1980年代於快報連載的專欄剪報影印結集，限量二十本，不作販售之用）[2]